# جاكا لاكوفيتش
جاكا لاكوفيتش (بالسلوفينية: Jaka Lakovič)‏ مواليد 9 يوليو 1978 في ليوبليانا، جمهورية يوغوسلافيا الاشتراكية الاتحادية، هو مدرب كرة سلة سلوفيني ولاعب سابق. بدأ مسيرته الاحترافية في سنة 1996. اعتزل اللعب في 2016.

## المسيرة الاحترافية
لعب مع نادي باناثينايكوس لكرة السلة من سنة 2002 إلى 2006، ثم لعب مع نادي برشلونة لكرة السلة في الدوري الإسباني من سنة 2006 إلى 2011، ثم لعب مع غلطة سراي لكرة السلة في الدوري التركي من سنة 2011 إلى 2013، ثم لعب مع إس إس فليتشي سكاندون في الدوري الإيطالي في موسم 2013–2014، ثم لعب مع عنتاب لكرة السلة في الدوري التركي في موسم 2014–2015.

## روابط خارجية
- جاكا لاكوفيتش على موقع الاتحاد الدولي لكرة السلة (الإنجليزية)
- جاكا لاكوفيتش على موقع الدوري الأوروبي لكرة السلة (الإنجليزية)
- جاكا لاكوفيتش على موقع الدوري الإسباني لكرة السلة (الإسبانية)
- جاكا لاكوفيتش على موقع كرة السلة الأوروبية.كوم (الإنجليزية)
- جاكا لاكوفيتش على موقع DraftExpress.com (الإنجليزية)
- جاكا لاكوفيتش على موقع ريلجم (الإنجليزية)
- جاكا لاكوفيتش على موقع بروبوليرز (الإنجليزية)
- جاكا لاكوفيتش على موقع سبورتس رفرنس (الإنجليزية)